# Lathyrus tempskyanus
Lathyrus tempskyanus là một loài thực vật có hoa trong họ Đậu. Loài này được (Freyn & Sint.) Maly miêu tả khoa học đầu tiên năm 1910.